# Alfred Jank
Alfred Jank (* 21. Mai 1929 in Byhleguhre) ist ein Zeitzeuge, dessen Schicksal in sowjetischen NKWD-Speziallagern beispielhaft für viele Nachkriegsbiografien steht. Alfred Jank ist bestrebt, seine Erfahrungen an die Jugend weiterzugeben.

## Biographie
Alfred Jank wurde am 21. Mai 1929 als fünftes Kind von 14 Geschwistern in Byhleguhre, Landkreis Lübben (Spreewald), geboren. Nach acht Schuljahren begann er eine Lehre in der Stadt Lieberose als Maschinenschlosser. Dort trat er der Hitlerjugend bei.
In der Endphase des Krieges 1944 wurde er als 15-Jähriger zweimal zu einer Ausbildung an Waffen, dem Volkssturm, einberufen. Um den nahenden Kampftruppen zu entgehen, flüchteten seine Eltern mit ihm und seinen Geschwistern bis zum Kriegsende in ein Sumpfgebiet im Spreewald.
Am 31. August 1945 wurden sein Bruder und er von der sowjetischen Besatzungsmacht verhaftet und unberechtigt als Mitglieder der Freischärlerbewegung „Werwolf“ verdächtigt.
Vom 31. August 1945 bis 18. Juli 1948 wurde Alfred Jank in den Speziallagern Nr. 5 Ketschendorf und Nr. 9 Fünfeichen unter widrigsten Umständen gefangen gehalten, die schließlich zu einer offenen Tuberkulose und lebenslanger körperlicher Beeinträchtigung führten. Sein ebenfalls inhaftierter Bruder verstarb während der Haft.
Nach seiner Entlassung wurde er von der DDR-Führung durch Androhung von erneuter Haft gezwungen, dieses dunkle Kapitel der Nachkriegsgeschichte zu verschweigen.
1960 floh Alfred Jank mit seiner Familie in die Bundesrepublik Deutschland.
Nach dem Mauerfall im November 1989 entschloss er sich, als Zeitzeuge der Stalin-Ära vor allem die jungen Menschen über die Verbrechen der sowjetischen Besatzungsmacht und des Ministeriums für Staatssicherheit der DDR aufzuklären. Seine Geschichte hat er in dem Buch Die längsten Jahre publiziert.
Jank ist der Vater der Schauspielerin Isa Jank.

## Würdigung als Zeitzeuge
Alfred Jank vermittelte seine Erfahrungen neben dem Buch auch in Vorträgen und Lesungen. Sein Engagement ist von vielen Institutionen begrüßt und gewürdigt worden. Sowohl Bundeskanzler Schröder als auch der damalige Bundespräsident Rau dankten ihm für sein Engagement. Der Ratsvorsitzende der Evangelischen Kirche in Deutschland, Wolfgang Huber, bezog sich in Gedenkreden ausdrücklich auf Janks Schicksal.